# Sajónémeti
Sajónémeti là một thị trấn thuộc hạt Borsod-Abaúj-Zemplén, Hungary. Thị trấn này có diện tích 7,38 km², dân số năm 2010 là 539 người, mật độ 73 người/km².